# Saint-Pierre-la-Cour
Saint-Pierre-la-Cour är en kommun i departementet Mayenne i regionen Pays de la Loire i nordvästra Frankrike. Kommunen ligger i kantonen Loiron som tillhör arrondissementet Laval. År 2022 hade Saint-Pierre-la-Cour 2 313 invånare.

## Befolkningsutveckling
Antalet invånare i kommunen Saint-Pierre-la-Cour
| Referens: INSEE |